# Peter Hovorka
Peter Hovorka (* 2. září 1968, Šaľa) je bývalý slovenský fotbalista.

## Fotbalová kariéra
V československé lize hrál za Plastiku Nitra. V československé lize nastoupil v 40 utkáních.

## Ligová bilance
| Ročník                                   | Zápasy | Góly | Klub           |
| ---------------------------------------- | ------ | ---- | -------------- |
| 1. československá fotbalová liga 1986/87 | 1      | 0    | Plastika Nitra |
| 1. československá fotbalová liga 1989/90 | 21     | 0    | Plastika Nitra |
| 1. československá fotbalová liga 1990/91 | 18     | 0    | Plastika Nitra |
| LIGA CELKEM                              | 40     | 0    |                |